# Bud Luckey
William Everett Luckey, známý jako Bud Luckey (28. července 1934 Billings, Montana – 24. února 2018 Newtown, Connecticut), byl americký animátor, kreslíř, zpěvák, designér, skladatel a dabér. Proslul svou prací pro studio Pixar, kde pracoval na množství animovaných filmů, včetně série Toy Story: Příběh hraček, snímků Život brouka, Příšerky s.r.o., Hledá se Nemo, Auta či Ratatouille. Některé postavy těchto pixarovských filmů také namluvil. Za svůj krátký animovaný film Boundin získal roku 2004 cenu Annie a byl nominován i na Oscara. V 70. letech vytvořil řadu krátkých filmů pro americký pořad pro děti Sezamová ulice.